# ライアン・プレイフェア
初代プレイフェア男爵、ライアン・プレイフェア（英: Lyon Playfair, 1st Baron Playfair, GCB, PC, FRS、1818年5月1日 – 1898年5月29日）はスコットランドの化学者、政治家である。

## 生涯
英国統治下のインド・ベンガル地方のチュナールで、病院の監察官の息子として生まれた。セント・アンドルーズ大学で学び、グラスゴーのアンダーソニアン研究所（ストラスクライド大学の前身）、エディンバラ大学で学んだ。インドへ赴いた後、1837年の終わりに、ロンドン大学のトーマス・グレアムの実験室の助手となり、1839年にギーセン大学のユストゥス・フォン・リービッヒのもとで働いた。
イギリスに戻った後、繊維工場の工場長を務めた後、1843年にマンチェスター王立研究所の化学の教授になり、ロバート・アンガス・スミスと働いた。2年後、イギリス地質調査所で働き、その後新たに創立された王立鉱山学校の教授となった。1845年秋にアイルランドでジャガイモ飢饉が始まると、ジャガイモ疫病の原因究明のため、植物学者ジョン・リンドリーとともにアイルランドに派遣され、11月中旬に提出した報告書で被害の深刻さを説明したが、疫病の原因に「雨による腐食」という誤った結論を出してしまった（現代では疫病菌が原因とされる）。1848年に王立協会フェローに選ばれ、1851年のロンドン万国博覧会の委員会のメンバーを務めた。
1851年にGentleman Usherに任じられ、1853年に科学局の事務局長を務め、1855年にパリ万国博覧会の委員となり、2年後にイギリス化学会（Chemical Society）の会長となった。1858年にエディンバラ大学の教授となった。
1868年から1885までセント・アンドルーズ大学およびエディンバラ大学の大学選挙区選出の、1885年から授爵される1892年までリーズ南選挙区選出の自由党所属庶民院議員。1873年に枢密顧問官に列せられ、第1次グラッドストン内閣では閣外相として郵政大臣（Postmaster General of the United Kingdom; 郵政公社総裁）を務めた。1885年にイギリス科学振興協会の会長を任じられ、1889年に枢密院教育委員会の副委員長なども務めた。
1851年にバス勲章コンパニオンを、1883年にバス勲章ナイト・コマンダーを、1895年にバス勲章ナイト・グランド・クロスを受勲した。1892年に「カウンティ・オヴ・ファイフにおけるセント・アンドルーズのプレイフェア男爵」に叙された。
友人のチャールズ・ホイートストンが考案した、プレイフェア暗号に名前が残されている。